# Kocham być z tobą
Kocham być z tobą – piosenka i drugi singel z drugiej płyty studyjnej grupy The Dumplings zatytułowanej Sea You Later. Singel został wydany 22 lutego 2016 przez Warner Music Poland. Dwa dni później ukazał się teledysk do piosenki w reżyserii Daniela Jaroszka, ze zdjęciami Mateusza Dziekońskiego.

## Notowania
- Lista przebojów Radia Merkury: 1[3]
- Uwuemka: 3[4]
- Lista przebojów Trójki: 5[5]

## Certyfikat
| Kraj          | Certyfikat      | Sprzedaż |
| ------------- | --------------- | -------- |
| Polska (ZPAV) | platynowa płyta | 20 000+  |